# 님파
님파(Nymphas, 공동번역), 눔바(개신교)는 라오디케이아의 신자로, 지역 신자들이 그 집에서 집회를 가졌다고 기록되어있다. 골로사이인들에게 보낸 편지에서 사도 바울로가 안부를 전한 인물이다.

## 생애
님파는 라오디케이아 지역의 교회 신자이다. 사도 바울로의 제자이며, 신약성경에서 바울로가 그의 골로사이인들에게 보낸 편지에서 라오디게이아 교회의 구성원으로 안부를 전한 인물이다(골 4:15). 님파의 집에서 교인들이 모임을 가졌다고 기록되어 있다.
헬라어 악센트에 따라 남성인지 여성인지가 나뉘며, 정확한 성별은 언급되지 않는다. 로마 가톨릭교회와 동방 정교회에서 성인으로 취급되어 축일은 2월 28일이다.

## 같이 보기
- 골로새서 4장